# Nova Fátima (Bahia)
Nova Fátima is een gemeente in de Braziliaanse deelstaat Bahia. De gemeente telt 7.964 inwoners (schatting 2009).

## Aangrenzende gemeenten
De gemeente grenst aan Capela do Alto Alegre, Gavião, Pé de Serra, Retirolândia, Riachão do Jacuípe en São Domingos.